# Romanos II.

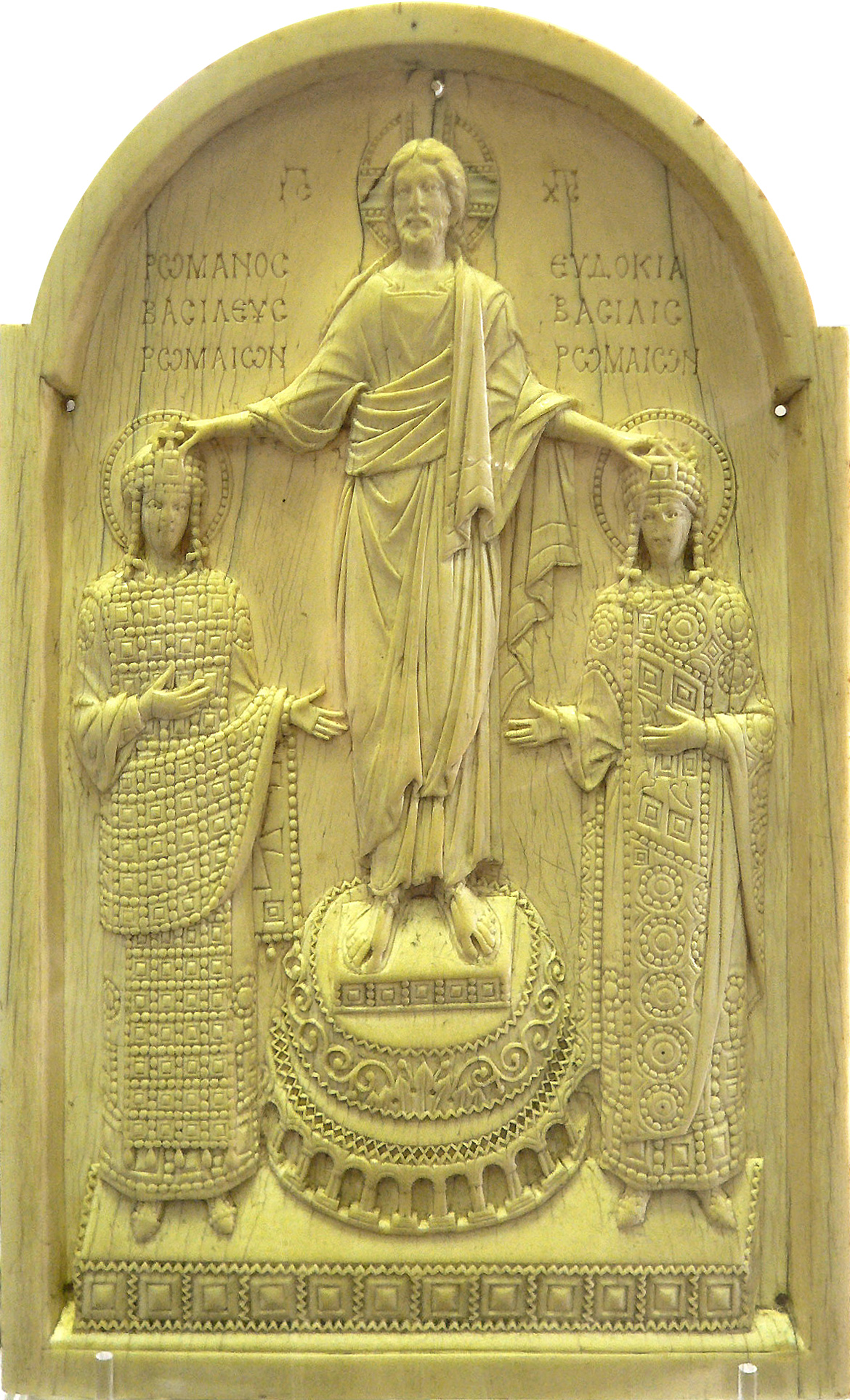
Romanos II. und Bertha-Eudokia auf dem Pariser Diptychon (Identifizierung unsicher)

Romanos II. (mittelgriechisch Ρωμανὸς Βʹ, * 938; † 15. März 963) war byzantinischer Kaiser und Sohn des Kaisers Konstantin VII. und dessen Frau Helene Lakapene.

## Leben
Romanos folgte später seinem Vater Konstantin VII. als byzantinischer Kaiser im Jahr 959 im Alter von 21 Jahren auf den Thron. Er war schon 944 mit Bertha verheiratet, der illegitimen Tochter des Königs von Italien Hugo von Arles und einer Konkubine, und seit 945 Mitkaiser. Nach dem Tod Berthas (die den Namen Eudokia annahm) heiratete Romanos 956 Anastaso, die angeblich aus sehr einfachen Verhältnissen stammte und als Kaiserin den Namen Theophanu trug. Mit ihr hatte er zwei Söhne, die späteren Kaiser Basileios II. (reg. 976 bis 1025) und Konstantinos VIII. (reg. 1025 bis 1028).
Die früher vertretene These, die byzantinische Prinzessin Theophanu, die Otto II. heiratete, sei die Tochter Romanos’ gewesen, wird heute nicht mehr als haltbar angesehen.
Romanos soll ein genusssüchtiger Herrscher gewesen sein, der sich kaum um die Regierung gekümmert hat, aber bei der Auswahl seiner Berater richtig lag (vor allem Joseph Bringas, dem die Leitung der Staatsgeschäfte faktisch zufiel). Das bedeutendste Ereignis seiner Regierungszeit war die Rückeroberung Kretas im Jahre 960/61 durch den erfolgreichen General Nikephoros Phokas, den Nachfolger des Romanos als Kaiser. Daneben führte Nikephoros auch erfolgreich Feldzüge in Syrien durch. 961 scheiterte Basileios Peteinos mit einem Usurpationsversuch.

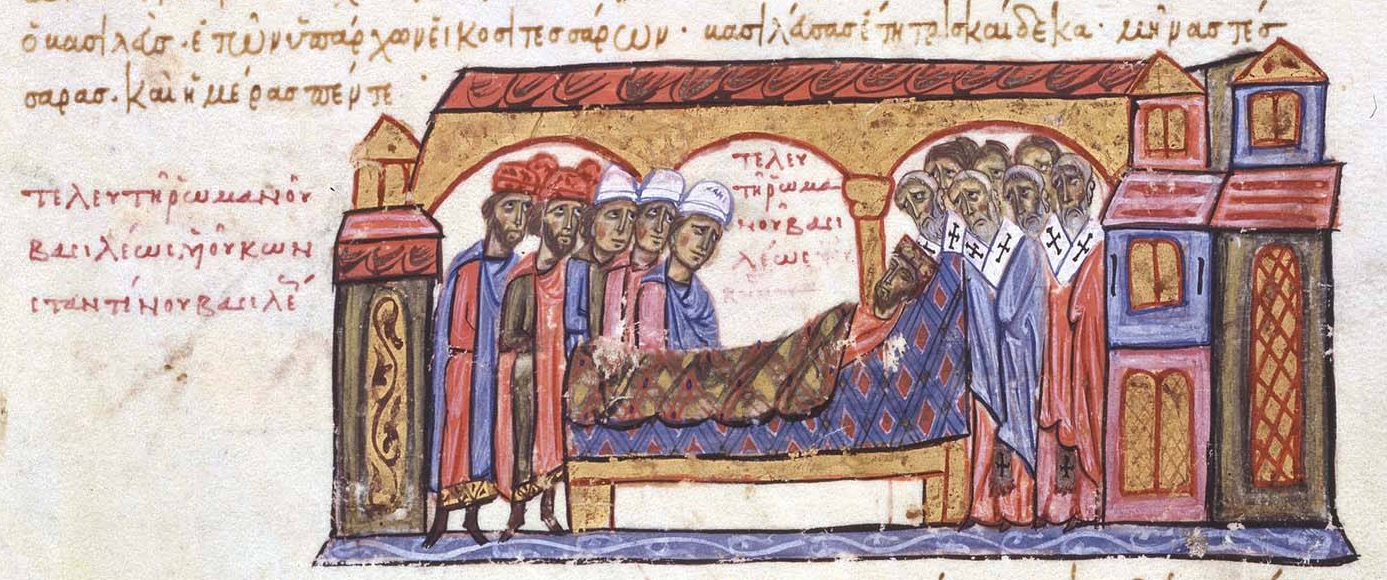
Darstellung von Romanos II. auf dem Totenbett

Romanos starb 963, wobei die Todesumstände – durch Vergiftung oder aufgrund übermäßigen Genusses – im Unklaren bleiben. Die wichtigste erzählende Quelle zu seiner Regierungszeit stellen die Historien des Leon Diakonos dar. Daneben ist die Kaisergeschichte des Johannes Skylitzes von Bedeutung.